# Алфонсо III д’Есте
Вижте пояснителната страница за други личности с името Алфонсо д’Есте.
Алфонсо III д’Есте (на италиански: Alfonso III d’Este; * 22 октомври 1591, Ферара; † 24 май 1644, Кастелнуово ди Гарфаняна) от род Есте, е херцог на Модена и Реджо (1628 – 1629). През 1629 г. става монах с името Джован Батиста ди Модена (Йоан Кръстител Моденски).

## Произход
Той е най-възрастният син на Чезаре д’Есте (* 1552,† 1628), херцог на Модена и Реджо, и на съпруата му Вирджиния де Медичи (* 1568, † 1615). Негови дядо и баба по бащина линия са Алфонсо д’Есте, маркграф на Монтекио, и Джулия дела Ровере, а по майчина – великият херцог Козимо I де Медичи и Камила Мартели. Има пет братя и четири сестри:
- Джулия (* 1588; † 1645), принцеса на Модена и Реджо, неомъжена
- Луиджи (* 1594; † 1664), принц на Модена и Реджо, маркграф на Монтекио, маркграф на Скандиано, генерал в армиите на Свещената Римска империя, Република Венеция и Херцогство Модена, господар на Модена;
- Лаура (* 1594; † 1630), принцеса на Модена и Реджо, съпруга на Алесандро I Пико дела Мирандола, принц на Мирандола и Конкордия и маркграф на Конкордия
- Катерина (* 1595, † 1618), принцеса на Модена и Реджо;
- Иполито Джеминиано (* 1599; † 1647), принц на Модена и Реджо, рицар на Малтийския орден, командир на Ордена на Светия гроб Господен в Йерусалим
- Николо Пиетро (* 1601; † 1640), принц на Модена и Реджо, капитан в армията на Свещената Римска империя, съпруг на Звева д'Авалос д'Акино д'Арагона, овдовяла принцеса на Конка
- Борсо (* 1605; † 1657), принц на Модена и Реджо, полковник от армията на Свещената Римска империя и генерал от армията на Френското кралство, съпруг на принцеса Иполита д'Есте;
- Форесто (* 1606, † 1639/1340), принц на Модена и Реджо, капитан на отряд от доброволци в армията на Свещената Римска империя;
- Анджела († 1651), принцеса на Модена и Реджо, кларисинска монахиня под името сестра Анджела Катерина, игуменка на манастира „Света Клара“ в Карпи.

## Биография
Той има разгорещен и импулсивен характер, участва във войната срещу Лука през 1613 г. и изиграва водеща роля в спора между херцогското семейство и това на Пеполи, което завършва с убийството на граф Ерколе Пеполи във Ферара през 1617 г. 
На 22 февруари 1608 г. в Торино се жени за Изабела Савойска, дъщеря на херцог Карл Емануил I, която искрено обича толкова много, че след смъртта ѝ при раждане на 14-тото им дете през 1626 г. обмисля да стане монах.
През 1610 г. води поход на Мантуа против Лука за собствеността над Гарфаняна, разболява се от треска и се връща в Модена, а брат му Луиджи продължава боевете.
На 11 декември 1628 г. баща му Чезаре умира и Алфонсо III поема управлението на държавата, но в края на юли 1629 г. той обявява абдикацията си от крепостта в Сасуоло в полза на сина си Франческо.  На 8 септември в Мерано в Тирол той сваля херцогските си дрехи и облича капуцинското расо с името брат Джамбатиста Моденски.
Той е проповедник и мисионер и по време на чумната епидемия от 1630-31 г. Смело утешава умиращите. Следва теология в Рим, основава манастир в Гьорц и е извикан да проповядва в Инсбрук и Виена. През октомври 1632 г. се завръща в Модена,  о неговите проповеди, против обичаите на двора и срещу евреите, които той се опитва да обърне към Католицизъма, като ги принуждава да слушат проповедите му, разпалват нравите в града и присъствието му става натоварващо. След това Алфонсо се оттегля в манастир в Кастелнуово ди Гарфаняна, построен със средства на сина на херцога, където умира на 24 май 1644 г. на 52-годишна възраст.

## Брак и потомство
∞ 22 февруари 1608 в Торино за принцеса Изабела Савойска (* 11 март 1591, † 22 август 1626), дъщеря на херцог Карл Емануил I Савойски и Каталина Австрийска. Сватбата се празнува заедно със сестрата на Изабела Маргарета Савойска с херцога на Мантуа Франческо IV Гонзага. Алфонсо III д’Есте и Изабела Савойска имат 14 деца:
- Чезаре д’Есте (* 14 август 1609, † 14 октомври 1613)
- Франческо I д’Есте (* 6 септември 1610, Модена; † 14 октомври 1658, Сантия), херцог на Модена и Реджо; ∞ 1. 11 януари 1631 за Мария Катарина Фарнезе, дъщеря на Ранучо I Фарнезе, херцог на Парма и Пиаченца, от която има 9 деца 2. 12 февруари 1648 за сестрата на първата му съпруга Витория Фарнезе, от която има 1 дъщеря 3. 14 октомври 1654 за Лукреция Барберини от могъщия флорентински род Барберини, дъщеря на Тадео Барберини, княз на Палестрина, от която има 1 син;
- Обицо д’Есте (* 24 септември 1611, †  24 август 1644, Модена), епископ на Модена 1640.
- Анджела Мария Катерина д’Есте (* 2 февръари 1613, † 1628), монахиня в Мадрид от 1621
- Чезаре д’Есте (* 1614, † 1677)
- Алесандро д’Есте (*/† 1615)
- Карло Алесандро д’Есте (* 1616, †  1679)
- Риналдо д’Есте (* 1618, Модена; † 30 септември 1672, пак там), кардинал от 1641 г., също епископ на Реджо Емилия-Гуастала (1650 – 1660), Монпелие (1653 – 1655) и Палестрина (1671 – 1672) и абат на Абатство Клюни (1661 – 1672);
- Маргерита д’Есте (* 1619, Модена; † 12 ноември 1692, Мантуа), ∞ 25 юни 1647 за Феранте III Гонзага, херцог на Гуастала (1618 – 1678), от когото има 2 дъщери
- Беатриче Франческа д’Есте (* ноември 1619, † 23 януари 1620)
- Беатриче д’Есте (* 14 февруари 1622, † 15 февруари 1622)
- Филиберто д’Есте (* 14 януари 1623, † септември 1645), послушник в Капуцинския орден
- Бонифачо д’Есте (* 18 декември 1624, † декември 1624)
- Анна Беатриче д’Есте (* 21 юли 1626, Модена; † 25 септември 1690, Мирандола), ∞ 29 април 1656 за Алесандро II Пико, херцог на Мирандола (1631 – 1691), от когото има 6 сина и 4 дъщери